# Habitatge al passatge del Castell, 1-4 (Calafell)
L'Habitatge al passatge del Castell, 1-4 és una obra de Calafell (Baix Penedès) protegida com a bé cultural d'interès local.

## Descripció
Es tracta d'un immoble de planta irregular constituït per dos cossos, de planta irregular que aprofita la roca natural del turó del castell. A l'extrem esquerre de la finca hi ha un pati amb una tanca d'obra. El cos del costat dret consta de planta baixa i dues plantes pis. La coberta és inclinada. El portal d'entrada és d'arc escarser format per maons de col·locats de cantell i es recolza en brancals de pedra tallada. A la part superior de la façana hi ha un ràfec fet amb elements de ceràmica.
El cos del costat esquerre té planta baixa i una planta pis coberta per un terrat. El portal té brancals de pedra treballada i llinda de fusta. A la planta alta el parament és de maçoneria rejuntada amb morter de ciment. Hi ha dues finestres, fetes recentment, de pedra tallada. A l'interior s'observa la roca natural que va ser tallada i regularitzada.
El sistema constructiu és de tipus tradicional amb murs de càrrega i sostres unidireccionals. Alguns són de bigues de fusta i d'altres, més recents, són fets de biguetes de formigó armat i revoltó amb sola. La volta de l'escala és de raoles. La coberta és de teula àrab.